# Brandtaucher
Brandtaucher – pierwszy niemiecki dwuosobowy pojazd zanurzalny skonstruowany przez Wilhelma Bauera. Zwodowany został 8 grudnia 1850 i wziął udział w I wojnie o Szlezwik, gdzie przez pogłoski o swym powstaniu w znacznym stopniu przyczynił się do odsunięcia dalej od brzegu duńskiej floty prowadzącej blokadę Kilonii. Kiedy jednak Bauer nagłośnił ten fakt, jednostka zatonęła bez ofiar w ludziach 1 lutego 1851 roku. Ulepszoną i powiększoną wersję okrętu Bauer bezskutecznie oferował kilku rządom. Wydobyty w 1887 roku, znajduje się obecnie w Muzeum Wojskowo-Historycznym Bundeswehry w Dreźnie. Jednostka ma 8,07 metra długości i 2,01 metra szerokości, przy zanurzeniu 2,63 metra oraz wyporności 28,2 tony na powierzchni i 30,95 tony w zanurzeniu.